# Viktor Blom
Viktor Blom (Rånäs, 26 settembre 1990) è un giocatore di poker svedese, anche conosciuto con il nickname Isildur1.
Si è imposto all'attenzione del mondo del poker alla fine del 2009: come "Isildur1", senza che ancora fosse nota la sua reale identità, ha preso parte a tutti i 10 più grandi piatti mai aggiudicati nella storia del poker online. Nel novembre 2009 ha perso il più grande piatto di sempre contro Patrik Antonius (1.356.946 $, nella specialità Pot limit Omaha).
Secondo il Campione del Mondo 2010 Jonathan Duhamel, al 2012 Viktor Blom «è colui il quale ha influenzato maggiormente il mondo del poker negli ultimi cinque anni».

## Carriera
L'identità di Isildur1 è rimasta sconosciuta fino al gennaio 2011. Ha giocato anonimamente sulle piattaforme Full Tilt e Pokerstars. Il soprannome deriva da Isildur, personaggio del romanzo "Il Signore degli Anelli" di J. R. R. Tolkien.
Isildur1 compare per la prima volta su Full Tilt Poker il 16 settembre 2009, rimanendo quasi inosservato sino a novembre. All'inizio Isildur1 giocò cash games, per dedicarsi successivamente alle sfide heads-up di Pot limit Omaha. Iniziò così a sfidare noti professionisti come Tom Dwan, Phil Ivey, Brian Townsend, Cole South, e Patrik Antonius. Le sue vincite hanno raggiunto il picco massimo il 15 novembre, per un ammontare totale di 5.000.000$. Tra novembre e dicembre ha preso parte alle più ricche mani della storia del poker online.
A metà dicembre Isildur1 è andato incontro ad una pesante serie negativa, inclusa una sessione con Brian Hastings, che vide i due sfidarsi in un heads-up di Pot-Limit Omaha con stakes 500$/1.000$ protrattosi per cinque ore, e che vide il giocatore svedese perdere circa 4.000.000$.
Dal momento della comparsa di Isildur1 sulla scena pokeristica, diverse ipotesi vennero fatte sulla sua vera identità. Dapprima si ipotizzò che il giocatore svedese potesse chiamarsi Christian Alfsen; alcuni, tra i quali i noti professionisti Barry Greenstein e Tony G sostennero si trattasse proprio di Viktor Blom. L'8 gennaio 2011 Pokerstars ne ha svelato ufficialmente la vera identità.
Blom ha disputato pochi tornei live. Ha conquistato il suo primo piazzamento a premi WSOP alle World Series of Poker Europe 2010, chiudendo al 16º posto nel Main Event; altri due piazzamenti li centra alle WSOP 2012. Vince il primo torneo nel gennaio 2012: si aggiudica infatti il "$100.000 No Limit Hold'em Super High Roller", vincendo la cifra di $ 1.254.400.